# Péninsule de Sai Kung
 (mai 2017).
Si vous disposez d'ouvrages ou d'articles de référence ou si vous connaissez des sites web de qualité traitant du thème abordé ici, merci de compléter l'article en donnant les références utiles à sa vérifiabilité et en les liant à la section « Notes et références ».

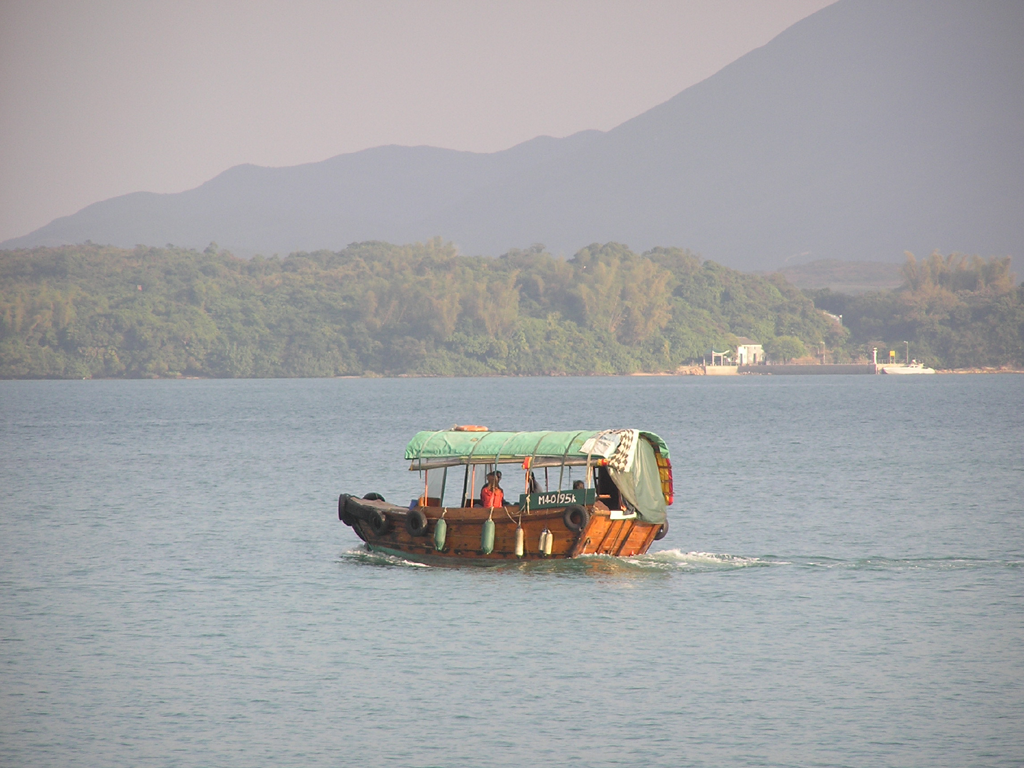
Le Kai-to est un moyen de transport primordial qui relie la péninsule de Sai Kung et les îles du littoral.

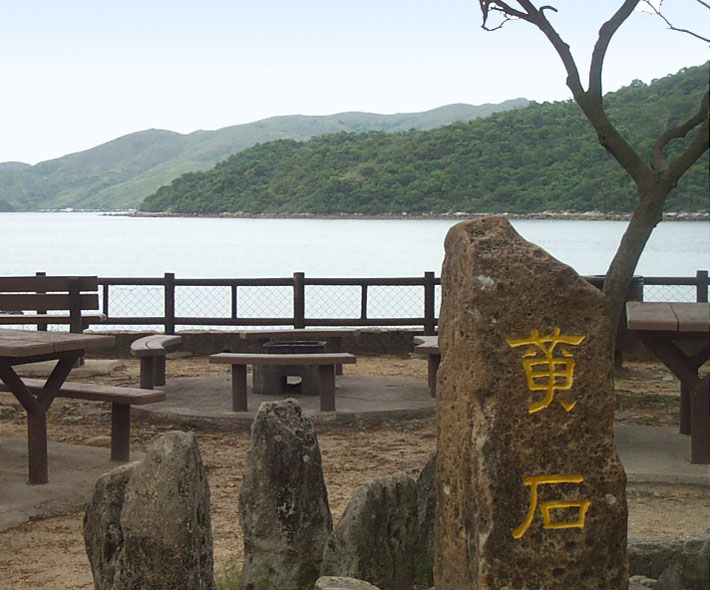
Wong Shek

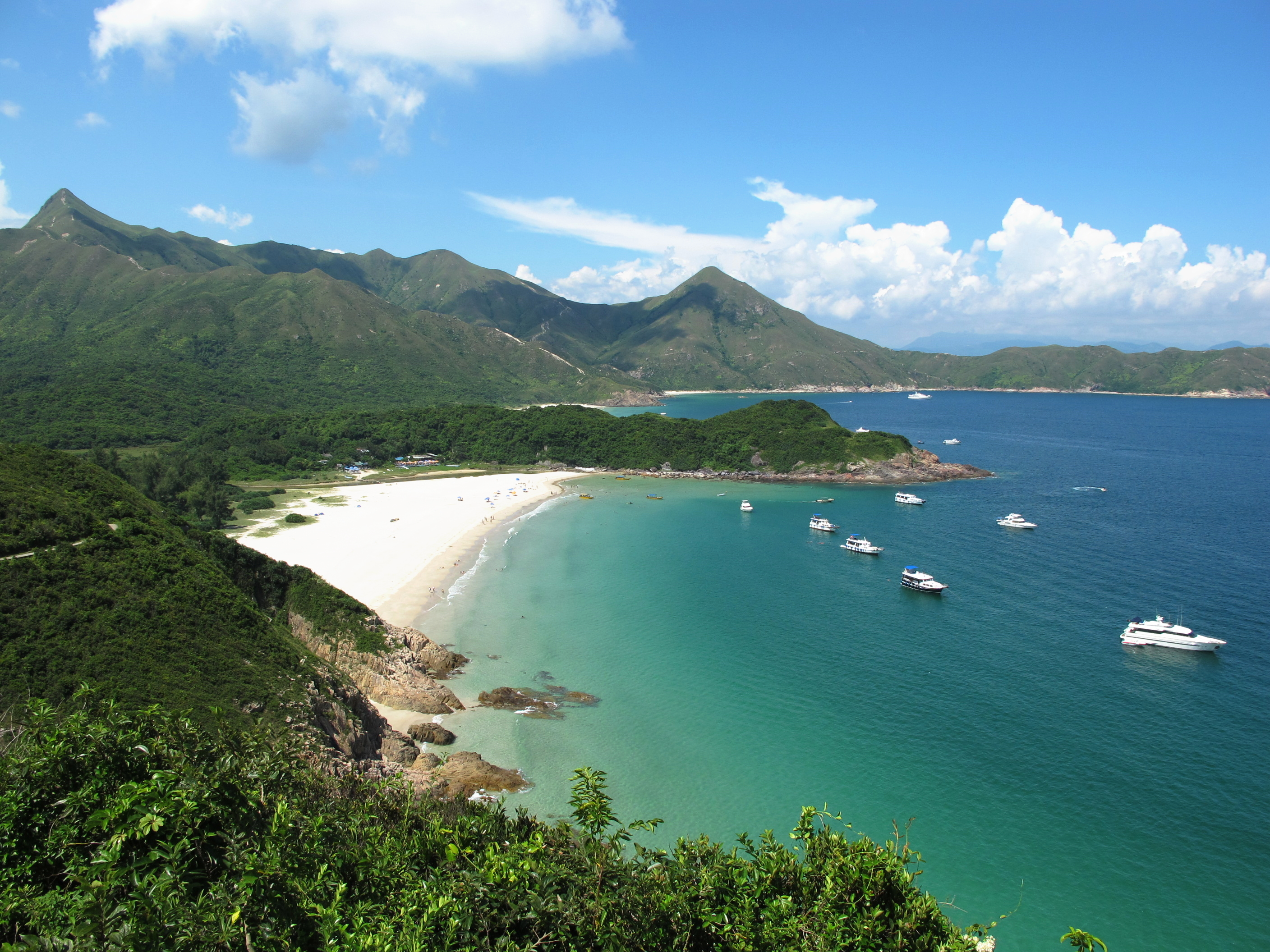
Tai Long Wan

La péninsule de Sai Kung (chinois traditionnel : 西貢半島, cantonais: Sai Kung Pun To) est une presqu'île dans la partie orientale des Nouveaux Territoires de Hong Kong. Son nom provient de Sai Kung, une ville dans le centre-sud de la péninsule. La partie sud de la presqu'île est administrée par le district de Sai Kung, au nord par celui de Tai Po et au nord-ouest par celui de Sha Tin.

## Description
La majeure partie de la zone terrestre et maritime de la péninsule reste épargnée par l'urbanisation du fait qu'elle est couverte de parcs ruraux, lieux populaires pour les randonneurs: c'est à Sai Kung (plus précisément dans la localité de Pak Tam Chung) que se trouve le point de départ du sentier MacLehose, long de 100 kilomètres. Par ailleurs, l'écosystème marin du parc marin de Hoi Ha Wan est protégé par la loi. 
Tout un ensemble d'activités sportives telles que le kayak, la plongée sous-marine sont présentes le long de la côte, mais il est aussi possible de se baigner. De plus, adapté à la formation des plongeurs et pour les nouveaux plongeurs certifiés, le parc marin de Hoi Ha Wan (海下灣) est l'un des endroits de plongée loisir les plus faciles d'accès de Hong Kong.
Ancien village de pêcheurs, Sai Kung est l'une des principales attractions pour les amateurs de fruits de mer, les habitants et les touristes. Ces derniers peuvent se promener autour du marché régional du centre de Sai Kung ou bien explorer les ruelles, visiter le temple Tin Hau, ou encore déguster un plat de fruits de mer ou les différentes spécialités servies dans les bars et restaurants occidentaux, dont l'un, appelé "Honeymoon Dessert" est célèbre puisqu'il attire de nombreux visiteurs de tout Hong-Kong et même de l'étranger.
Dans le nord de la péninsule de Sai Kung se situe une zone appelée Wong She
k, où la population peut préparer grillades et profiter de la vue sur la mer. Toutefois, afin de protéger son environnement naturel, le gouvernement contrôle le nombre de véhicules entrant dans la zone par une porte à Pak Tam Chung, sur le chemin vers Wong Shek.
De nombreuses îles sont parsemées au large de la côte de la péninsule. Durant les nuits d'été, beaucoup de personnes louent des petits bateaux connus sous le nom de kai-tos ou sampans afin de naviguer tranquillement dans la mer intérieure parsemées d'îles, proches de Port Shelter. Ces îles populaires à visiter comprennent:
- Kau Sai Chau
- Sharp Island (Kiu Tsui Chau)
- High Island (Leung Shuen Wan Chau)
- Pak Sha Chau (littéralement, l'"île de sable blanc")
- Yeung Chau (littéralement l'"île aux moutons")
- Yim Tin Tsai (littéralement "petit champ de sel")

Bien que Wong Shek et Hoi Ha Wan se situent dans la partie nord de la péninsule, ces zones font partie du district de Tai Po, en raison de leur accès par ferry à partir de la ville de Tai Po avant qu'elles soient reliées par la route.

## Histoire
À partir du XIVe siècle, des communautés de pêcheurs vivaient sur des bateaux dans les baies abritées de la péninsule. Ils ont par la suite fondé de petits villages côtiers, ainsi que des temples en l'honneur de Tin Hau et de Hung Shing dans les lieux d'ancrage permanent. En plus de la pêche côtière, de petites industries de fabrication de sel et de construction de bateaux faisaient office d'activité économique. 
Les colonies agricoles sont apparues plus tard et plusieurs villages existaient déjà en 1660. Le développement économique de la région a débuté au milieu du XIXème siècle, lorsque Hong Kong a été ouvert comme un port : la région a été particulièrement prospère pour ses fourneaux qui produisaient chaux, briques et tuiles et en approvisionnant Hong Kong au cours des premiers temps. Le village de Sheung Yiu, une fois ouvert comme Musée Populaire, fut un parfait exemple de site fortifié, célèbre à cette époque pour la fabrication de la chaux. 
Jusqu'en 1970, la partie péninsulaire située au-delà de la localité de Tai Mong Tsai était encore reculée, accessible uniquement à pied ou par kai-tos (bateau local). Cependant, en 1971, les travaux de construction du réservoir High Island, d'une capacité de 273 millions de mètres cubes, fermant les deux extrémités du canal de Kwun Mun qui sépare High Island de la péninsule, ont débuté. En 1979, après la fin du projet, deux nouvelles routes ont aussi été construites pour accéder à cette zone. Ainsi, les citadins peuvent désormais atteindre un nouveau territoire relativement préservé pour s'adonner à des activités de loisirs.

## Géologie

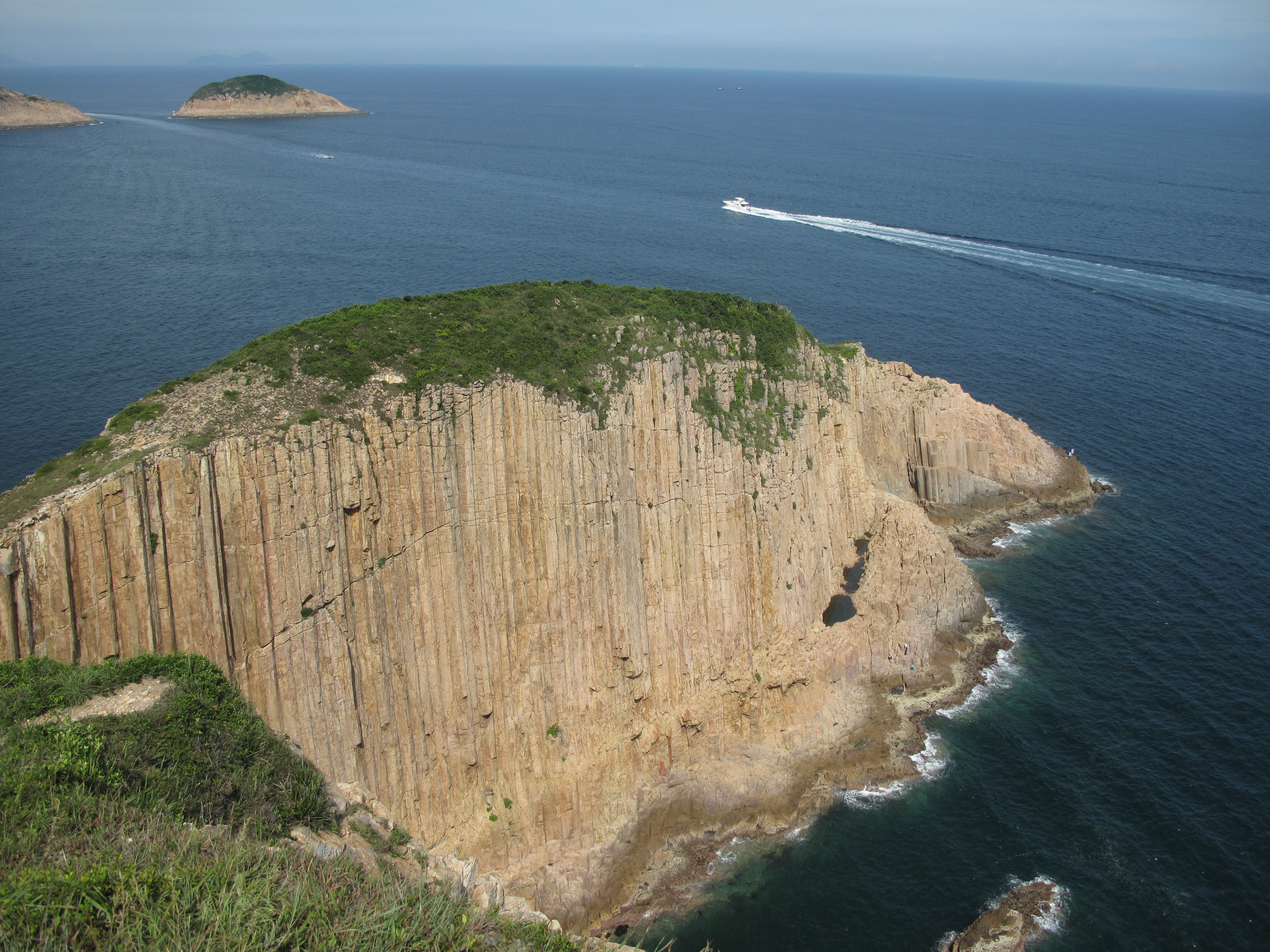
Orgues volcaniques à Po Pin Chau, près du barrage Est du réservoir High Island.

La péninsule de Sai Kung et les îles près de la côte sont presque entièrement constituées de matériaux volcaniques : on trouve non seulement des roches épaisses dans le nord et le sud-ouest de la péninsule ainsi que dans la zone de Tap Mun, mais aussi des roches pyroclastiques accompagnées de lave dans l'est de la zone du pic Sharp et du Sham Chun. On trouve aussi de la lave acide autour de la zone du réservoir High Island et des îles méridionales (Kau Sai Chau, Tiu Chung Chau et Basalt Island) et même des bandes de lave acide et de tufs soudés au centre et sur le côte sud de Pak Tam Chung.
Mais les paysages les plus spectaculaires sont formés par des orgues volcaniques, résultat d'un refroidissement uniforme des rochers et complétés par les gigantesques falaises proches façonnées par l'eau, qui se trouvent à proximité du barrage Est du réservoir High Land et de la zone de Po Pin Chau.
Le long de la côte sud-est et sur les îles exposées aux vents d'est et aux vagues, des caractéristiques intéressantes du relief tels que grottes marines, colonnes de roches, voûtes et criques viennent améliorer la beauté du paysage naturel.

## Flore
De manière générale, les prairies recouvrent les parties supérieures des collines, mais à travers la péninsule, on constate un dégradé entre les prairies à l'est et les forêts à l'ouest.  
Les herbacées que l'on trouve dans les prairies sont principalement les espèces "minireed", herbes batiki et la fausse fougère corne-de-cerf. Quant aux arbustes qui arpentent les premiers contreforts, on retrouve généralement les espèces suivantes : Melastoma, Rhodomyrtus, Baeckea, Eurya et Gordonia.
Les forêts, qui apparaissent souvent en bandes le long des vallées ou des parcelles de terre derrière les villages, sont riches en espèces endémiques telles que Thunbergii, Litsea, Sapium, Ficus, Sterculia et Schefflera.
Les forêts, qui résultent directement des plantations du gouvernement et des villages dans les années 1950, recouvrent les versants des collines. Le pin rouge chinois était l'espèce d'arbre planté la plus importante, mais nombre d'entre eux sont désormais proches de la sénilité et souffrent d'attaques de nématodes. Heureusement, les arbres à larges feuilles endémiques situés à un niveau d'altitude inférieur croissent pour prendre leur place.
Le rivage long et irrégulier de la péninsule présente également une grande variété de conditions maritimes pour favoriser le développement d'espèces végétales uniques.

## Faune
Les prairies des collines de la péninsule de Sai Kung sont l'habitat de quelques espèces d'oiseaux. Ainsi, autour des lieux propices aux pique-niques et autres barbecues, des martins huppés et des moineaux friquets peuvent être aperçus se nourrissant de petits restes de nourriture. Dans les parcelles d'arbustes, le bulbul de Chine peut souvent être aperçu se nourrissant de baies. Dans les zones densément boisées, on retrouve des espèces comme le grand coucal, la mésange charbonnière et la pie aux yeux blancs. Les vieilles forêts "fung shui" sont particulièrement attrayantes l'hiver pour les touristes comme pour les grives qui migrent vers Hong Kong depuis la Chine. De même, on peut trouver des martins-pêcheurs près des cours d'eau à la recherche de nourriture.
Bien que la plupart des grands animaux sauvages sont nocturnes et ont été  rarement vus, porcs-épics, pangolins, civettes masquées, chats-léopards de Chine, sangliers ainsi que pythons ont été signalés dans la région.